# Movie Research
Movie Research  (MRC) — независимый исследовательский проект в российской киноиндустрии, принадлежит ООО "Универс-Консалтинг". С момента создания (2006 год) в рамках проекта проведено более 120 исследований в сфере кино, среди них, 15 общеотраслевых исследований, в том числе «Общественные организации в кинематографии России» (2009), «Авторское и фестивальное кино России» (2010), исследование кино- и DVD-аудитории (2010), исследование «Российское анимационное кино» (2011) и др. Создатели проекта — Олег Иванов и Наталья Галкина  при участии Десиславы Медковой . Исполнительный директор Movie Research - Александр Лужин 

## Стратегический анализ киноотрасли
Movie Research регулярно проводит проекты по стратегическому анализу и прогнозированию развития киноотрасли, разработке механизмов и мер государственной политики по развитию отечественной кинематографии, оказывал информационную и аналитическую поддержку государственным органам власти.

## Экспертиза проектов в кинобизнесе
Movie Research проводит независимую экспертизу проектов строительства киностудий, оценивая технологические, управленческие и финансовые решения, включаемые в стратегию развития и бизнес-планы. Обладает собственной базой данных о работе киносетей и их коммерческой эффективности. Оказывал содействие компаниям, занимающимся развитием киносетей, сопровождал ряд инвесторов в реализации сделок слияний и поглощений на рынке кинопоказа (маркетинговый и сравнительный анализ киносетей, составление due diligence, агентское сопровождение).

## Тестирование фильмов
Movie Research обеспечивает социологическое сопровождение успешным российским картинам: «Метро», «Легенда №17», «Духless», «Любовь с акцентом», «Джунгли», «Атомный Иван», «Высоцкий. Спасибо, что живой» «Ирония судьбы. Продолжение», «Каникулы строгого режима», «Чёрная молния», «Адмирал», «Обитаемый остров», «Ёлки» и «Ёлки 2», «Смешарики», «Выкрутасы», «Овсянки» и др.

## Киностатистика
В проекте используются уникальные программные и методологические разработки. Начиная с 2007 года, Movie Research издает ежегодный статистический сборник «КиноСтатистика», который содержит исчерпывающую информацию о состоянии российской киноиндустрии.

## Отраслевые конференции
Movie Research регулярно проводит как автономные, так и совместные деловые мероприятия в сфере кино, в 2006, 2007 и 2009 годах был организатором масштабного конференц-форума «Российская киноиндустрия».
С июня 2010 года Movie Research ( ООО «Универс-Консалтинг») является стратегическим партнером Фонда Кино РФ, в интересах которого был составлен рейтинг отечественных кинокомпаний. Исследование позволило определить восьмерку лидеров киноотрасли, получивших средства на производство и прокат художественных полнометражных фильмов. В феврале 2013 года Movie Research совместно с Фондом кино провели конференцию «Российское кино: индустрия, правительство, зритель».

## Последующие проекты
Movie Research оказался весьма продуктивным проектом и в 2013 году  на рынок был выведен абсолютно новый для России и инновационный метод исследования киноиндустрии и рекламного бизнеса - нейрофизиологическое тестирование. В настоящее время бренд Movie Research развивается ООО "Универс-Консалтинг" совместно с брендом ''Neurotrend'', а Олег Иванов покинул компанию и создал отдельную экспертно-аналитическую организацию ООО «КиноЭкспертиза». Совместные кейсы Movie Research и Neurotrend были презентованы в рамках 94-го Сочинского Кинорынка и 25-го Кинотавр